# Dan McKenzie
Dan Peter McKenzie, CH (* 21. Februar 1942 in Cheltenham), ist emeritierter Professor der Geophysik an der Universität Cambridge.

## Leben und Werk
McKenzie wuchs in London auf und besuchte das Westminster College. Er studierte Physik und Geologie am King’s College der Universität Cambridge und wandte sich bei Edward Bullard der Geophysik zu. Nach acht Monaten am Scripps Institution of Oceanography in San Diego bei Freeman Gilbert und Walter Munk wurde er 1966 in Cambridge promoviert. Als Post-Doktorand war er am Caltech und schrieb 1966 eine frühe Arbeit über den Mechanismus der Plattentektonik, gefolgt von einer Arbeit mit Robert Parker über die Geometrie der Plattentektonik. Seine Arbeit mit John G. Sclater über die plattentektonische Entwicklung des Indischen Ozeans brachte beiden Mitgliedschaft in der Royal Society. Ab 1969 war er Assistant in Research und ab 1975 Assistant Director of Research in Cambridge, wo er 1979 Reader wurde und später Professor und Leiter des Bullard Labors. In den 1970er Jahren und danach wandte er sich dem Mechanismus der Mantelkonvektion zu und Fragen der Entstehung von Sedimentbecken und später auch der Geologie der Planeten des Sonnensystems. 1984 wurde er Professor in Cambridge. 1996 wurde er Royal Society Research Professor.

## Ehrungen und Mitgliedschaften
Er erhielt 1975 die James B. Macelwane Medal und 1981 den Balzan-Preis für Geologie und Geophysik zusammen mit Drummond Hoyle Matthews und Frederick Vine. 1983 wurde er mit der Alfred Wegener Medal der European Union of Geosciences (EUG) ausgezeichnet. 1990 wurde ihm der Japan-Preis zugesprochen und 2002 der Crafoord-Preis und er erhielt die Arthur L. Day Medal und die Goldmedaille der Royal Astronomical Society. 2011 erhielt er die Copley Medal der Royal Society und er erhielt deren Royal Medal, 1983 die Wollaston Medal der Geological Society of London und 2001 die William Bowie Medal der American Geophysical Union. Er ist Fellow der Royal Society (1976), der National Academy of Sciences (1988) und der Indian National Science Academy (1986). Im Jahr 2000 wurde er Ehrendoktor der Universität Bristol (D.Sc.) und er ist Ehrendoktor der Universität Chicago. 2003 erhielt er den Order of the Companions of Honour. Seit 1990 ist er Mitglied der Academia Europaea.

## Privatleben
1971 heiratete er Indira Margaret Misra, mit der er ein Kind hat. Er ist Hobby-Gärtner.

## Schriften
Neben den oben zitierten Arbeiten.
- Speculations on the consequences and causes of plate motion, Geophysical Journal of the Royal Astronomical Society, Band 18, 1969, S. 1–32
- Earth´s Mantle, Scientific American, September 1983
- mit R. K. O’Nions: Mantle reservoirs and ocean island basalts, Nature, Band 301, 1983, S. 299–231
- The geometry of propagating rifts, Earth and Planetary Science Letters, Band 77, 1986, S. 176–186
- Extraction of magma from the crust and mantle, Earth and Planetary Science Letters, Band 74, 1985, S. 81–91